# Paul Duboc

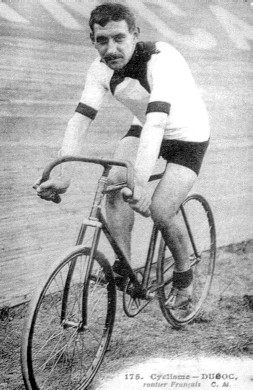
Paul Duboc

Paul Duboc (* 2. April 1884 in Rouen; † 19. August 1941 in Paris) war ein französischer Radrennfahrer.
Paul Duboc war Profi-Radrennfahrer von 1907 bis 1927. In dieser Zeit startete er neunmal bei der Tour de France, gewann insgesamt fünf Etappen und erreichte das Ziel fünfmal. 1919 wurde er disqualifiziert, weil er sich nach einem Sturz mit Defekt von einem Motorrad hatte ziehen lassen.
Bei der Tour de France 1911 belegte Duboc Rang zwei in der Gesamtwertung, allerdings unter ominösen Bedingungen: Der spätere Sieger der Tour, Gustave Garrigou, führte die Gesamtwertung an, doch nach zwei Etappensiegen von Duboc war seine Führung in Gefahr. Duboc überquerte auch als Erster den Tourmalet, doch an der nächsten Verpflegungsstelle reichte ihm ein Unbekannter eine Trinkflasche, die offenbar eine giftige Substanz enthielt. Duboc brach zusammen und musste sich immer wieder übergeben, dennoch fuhr er später weiter und erreichte das nächste Etappenziel in Bayonne mit fast vier Stunden Rückstand. Seine aufgebrachten Anhänger machten Garrigou für diese Vergiftung verantwortlich, und dieser musste im weiteren Verlauf „getarnt“ mit Sonnenbrille, falschem Trikot und ungespritztem Rad weiterfahren. Trotz dieses Zwischenfalls wurde Duboc am Ende der Tour Zweiter in der Gesamtwertung, nachdem er schon 1909 Vierter geworden war. 1927 fuhr Duboc, Spitzname „La pomme“, die Tour zum letzten Mal.
1909 gewann Duboc die Belgien-Rundfahrt. Zweimal – 1924 und 1927 – startete Duboc auch beim Pariser 24-Stunden-Bahnrennen Bol d’Or und wurde jeweils Zweiter.
In seiner Geburtsstadt Rouen ist eine Straße nach Paul Duboc benannt.